# Carville-Pot-de-Fer
Carville-Pot-de-Fer ist eine französische Gemeinde im Département Seine-Maritime in der Region Normandie. Sie hat 103 Einwohner (Stand: 1. Januar 2022), gehört zum Arrondissement Rouen und ist Mitglied im Gemeindeverband Communauté de communes Plateau de Caux. Die Bewohner werden Carvillais und Carvillaises genannt.

## Geografie
Carville-Pot-de-Fer liegt in der Landschaft Pays de Caux im Zentrum des Départements, etwa 40 Kilometer nordnordwestlich von Rouen. Umgeben wird Carville-Pot-de-Fer von den Nachbargemeinden Veauville-lès-Quelles im Norden, Routes im Nordosten, Harcanville im Osten und Südosten, Anvéville im Südosten, Héricourt-en-Caux im Süden und Südwesten, Robertot im Westen sowie Oherville im Westen und Nordwesten.

## Bevölkerungsentwicklung

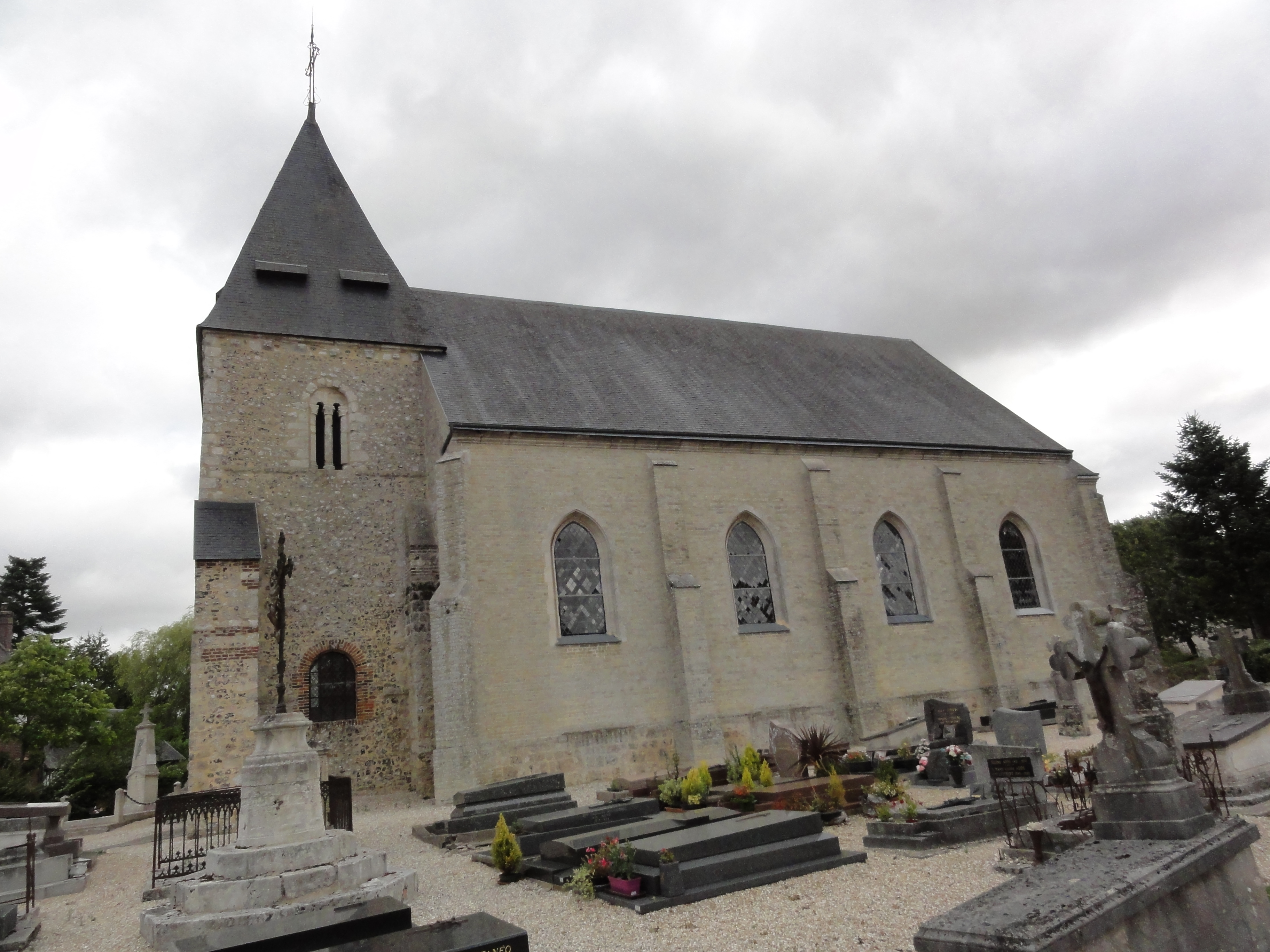
Kirche Saint-Hilaire

| Jahr                       | 1962 | 1968 | 1975 | 1982 | 1990 | 1999 | 2006 | 2013 | 2020 |
| Einwohner                  | 143  | 152  | 120  | 138  | 113  | 111  | 105  | 115  | 98   |
| Quellen: Cassini und INSEE |      |      |      |      |      |      |      |      |      |

## Sehenswürdigkeiten
- Kirche Saint-Hilaire aus dem 11./12. Jahrhundert, heutiges Gebäude von 1878
- Kapelle von Attemesnil aus dem 11. Jahrhundert